# Cardia

Situación de Cardia.

Cardia o Kardia (en griego antiguo: Kαρδία, Kardía) fue una polis griega, antiguamente capital del Quersoneso Tracio, que estaba situada a orillas del golfo de Melas (actual bahía de Saros), en la costa septentrional del istmo del Quersoneso, a unos 40 km al nordeste de Sesto. 
En origen fue una colonia de Mileto y Clazómenas en el siglo VIII a. C.; posteriormente, en época de la tiranía de Milcíades (515-493 a. C.), también recibió colonos atenienses. 
Sirvió de base naval a la Liga de Delos durante la guerra del Peloponeso, pero esto no hizo necesariamente a Cardia proateniense: cuando, en 357 a. C., Atenas tomó el control del Quersoneso bajo el gobierno de un príncipe tracio, fue la única ciudad que permaneció neutral.
El rey Filipo II de Macedonia, que buscaba extender su dominación a Tracia (región estratégica para el comercio de trigo) ayudó a la ciudad, primero en vano con una propuesta de arbitraje, y a continuación con el envío de un ejército, pero el año decisivo fue el 352 a. C. cuando la ciudad concluyó un tratado de amistad con el rey Filipo. La autonomía de Cardia quedó garantizada desde el año 346 a. C.
Estalló una gran crisis cuando Diopites, un capitán mercenario ateniense, llevó en 343 a. C. clerucos áticos a la ciudad, y en Cardia fueron mal recibidos. Filipo inmediatamente envió ayuda a la ciudad. El rey propuso saldar la disputa entre las dos ciudades mediante arbitraje, pero Atenas rehusó. En 342 a. C., Filipo obtuvo la adhesión de Cardia, a pesar de la resistencia de Diopites, e instaló al tirano Hecateo a la cabeza de la ciudad.
Después de la muerte de Alejandro Magno en 323 a. C., la ciudad fue destruida por Lisímaco en 309 a. C., quien extendió a continuación su dominación sobre el estrecho del Helesponto. Aunque se reconstruyó, ya no recuperó su importancia: fue superada por Lisimaquia, ciudad construida en los alrededores mediante sinecismo a la que muchos habitantes se trasladaron, y que se convirtió en la capital de la zona.
En Cardia nacieron Eumenes, secretario de Alejandro Magno, y el historiador Jerónimo de Cardia.